# فيجاي سينغ
فيجاي سينغ (بالإنجليزية: Vijay Singh)‏ هو سياسي هندي، ولد في 10 مارس 1970. حزبياً، نشط في سماجوادي.